# Синтения
Синтения — по изначальному определению, расположение каких-либо локусов на одной и той же хромосоме (независимо от того, наблюдается ли у них сцепленное наследование). Сегодня, однако, синтенией обычно называют ситуацию, когда расположение каких-либо локусов на одной и той же хромосоме наблюдается в разных наборах хромосом (например, у разных видов). Это явление также называют общей синтенией (англ. shared synteny). Если при этом совпадает и порядок этих локусов в хромосоме, это называется коллинеарностью (collinearity).
Слово «синтения» означает «на той же ленте» (др.-греч. σύν, «син» — «наряду с» + ταινία, «тайниа» — «лента». Его предложил Джон Ренвик (John H. Renwick) из London School of Hygiene & Tropical Medicine в 1971 году. В 1999 году в журнале Nature Genetics вышла заметка, сообщавшая, что термин стали часто употреблять в новом значении и предлагавшая вернуться к оригинальному определению.
Классическая концепция связана с генетической связью: связь между двумя локусами, установленная наблюдениями, оказалась ниже, вопреки ожиданиям, частоты рекомбинации между ними. В противоположность этому, любой локус на той же хромосоме обладает определённой синтенией, даже если его частота рекомбинации не может быть отделена от частоты рекомбинации несвязанных локусов в практических экспериментах. Таким образом, в теории, все связанные локусы синтенические, но не все синтенические локусы обязательно связаны. Аналогичным образом, в геноме, генетические локусы на хромосоме синтенически независимы от других, это  может быть установлено с помощью экспериментальных методов, таких как секвенирование ДНК/сборки,  физической локализации или HAP-карт.
Студенты генетики используют термин синтения для описания ситуации, в которой два генетических локуса присвоены одной и той же хромосоме, но разделены достаточно большом расстоянием в масштабе карты и генетическая связь которых не подтверждена.
Синтения в народных терминах — обладание общей последовательностью хромосом. Многие человеческие болезни, вызванные генетической предрасположенностью имеют синтении с другими млекопитающими и степень перекрытия указывает, насколько хорошо лечение одного эффективно для другого.
Британская энциклопедия дает следующее описание синтении:

Секвенирование и картирование генома сделали возможным сравнение общих структур геномов различных видов. Основной вывод заключается в том, что организмы со сравнительно недавним (эволюционным) расхождением обладают схожими (по последовательности) блоками генов обладающими относительно схожими позициями в геноме. Эта ситуация называется синтенией и грубо переводится как обладание общими последовательностями в хромосомах. Например, многие из генов человека являются синтеничными с генами других млекопитающих и не только обезьян, но и коров, мышей, и так далее. Изучение синтении может показать, как геном вырезался и вставлялся в процессе эволюции.Оригинальный текст (англ.) Genomic sequencing and mapping have enabled comparison of the general structures of genomes of many different species. The general finding is that organisms of relatively recent divergence show similar blocks of genes in the same relative positions in the genome. This situation is called synteny, translated roughly as possessing common chromosome sequences. For example, many of the genes of humans are syntenic with those of other mammals—not only apes but also cows, mice, and so on. Study of synteny can show how the genome is cut and pasted in the course of evolution.

## Общая синтения
Общая синтения (также известная как консервативная синтения) описывает сохранение совместной локализации генов в хромосомах разных видов. Во время эволюции, такие перестройки в геноме, как хромосомные транслокации, могут отделить друг от друга два локуса, в результате чего возникает потеря синтении между ними. И наоборот, транслокация может также соединить  два ранее отдельные куска хромосом вместе, в результате чего возникает прирост синтении между локусами. Сильнее, чем ожидалось, общая синтения может отражать выбор для функциональных взаимоотношений между синтеническими генами, таких как комбинации аллелей, что полезно для совместного наследования или совместных регуляторных механизмов.
Термин также иногда используется для описания сохранения точного порядка генов в хромосоме, полученного от общего предка, хотя многие генетики отвергают такое использование термина.
Анализ синтении в смысле порядка генов имеет несколько приложений в области геномики. Общая синтения является одним из самых надежных критериев для установления ортологии геномных областей у различных видов. Кроме того, исключительное сохранение синтении может отражать важные функциональные отношения между генами. Например, порядок генов в  «Нох кластере», который является ключевым фактором, определяющими  план тела животных и которые взаимодействуют друг с другом в критических путях, по существу, сохраняется во всем царстве животных.
Синтения широко используется в изучении сложных геномов, а сравнительная геномика позволяет по присутствию и, возможно функции генов  более простого  модельного организма, выявить тех, кто присутствует в более сложном. Например, пшеница имеет очень большой, сложный геном, который трудно изучить. В 1994 году исследования в центре Иннесы Джон (англ. John Innes Centre) в Англии и Национального института агробиологических исследований в Японии показали, что гораздо меньший геном риса имел подобную структуру и генный порядок, как у пшеницы. Кроме того исследование показало, что многие злаки синтеничны, и, таким образом, растения, такие как рис или коротконожка могут быть использованы в качестве модели, чтобы найти интересующие гены или генетические маркеры, которые могут быть использованы в селекции пшеницы и исследованиях. В этом контексте, синтения имеет также важное значение при определении очень важной области в пшенице, локуса Ph1, участвующего в стабильности генома и фертильности, который был определён, используя информацию из синтенических регионов риса и Brachypodium.
Синтения также широко используется в микробной геномике. В  Rhizobiales  и  Enterobacteriales   синтенические гены кодируют большое количество важных функций клеток и представляют собой высокий уровень функциональных отношений.
Модели общей синтении или синтении повреждений может быть также использованы в качестве символов, чтобы выявить  филогенетические отношения между несколькими видами, и даже выявить геном вымерших организаций родовых видов. Качественное различие иногда проводится между  макросинтениями , сохранеными синтениями в больших участках хромосомы, и  микросинтениями , сохраненными синтениями только нескольких генов одновременно.